# Кошелевка (приток Юрюзани)
Кошелевка — река в России, протекает по Дуванскому району Башкортостана. Устье реки находится в 101 км от устья Юрюзани по правому берегу. Длина реки составляет 35 км, площадь водосборного бассейна — 423 км².
В 21 км от устья по правому берегу впадает река Касамаевка.

## Данные водного реестра
По данным государственного водного реестра России относится к Камскому бассейновому округу, водохозяйственный участок реки — Уфа от Нязепетровского гидроузла до Павловского гидроузла, без реки Ай, речной подбассейн реки — Белая. Речной бассейн реки — Кама.
Код объекта в государственном водном реестре — 10010201112111100023552.